# Hollandse Synagoge
De Hollandse Synagoge is een synagoge van de joodse gemeente Shomre Hadas te Antwerpen. Deze bevindt zich aan de Bouwmeestersstraat 7 in de wijk "‘t Zuid".
Ze wordt zo genoemd omdat ze gebouwd werd door afstammelingen van joodse immigranten uit het noorden van het Verenigd Koninkrijk der Nederlanden. Het was de eerste grote synagoge in de stad, ontworpen door de architecten Joseph Hertogs (1861-1930) en Ernest Stordiau (1855-1937). Hertogs ontwierp ook de protestantse Christuskerk uit 1893 en het Museum Ridder Smidt van Gelder aan de Belgiëlei (Antwerpen). De synagoge werd ingewijd op 7 september 1893, aan de vooravond van Rosj Hasjana (het joodse nieuwjaar) en was de eerste grote synagoge in de stad Antwerpen.
Tegenwoordig wordt ze alleen nog gebruikt op Rosj Hasjana, Jom Kipoer en voor huwelijken.
De synagoge is gebouwd in een neoromaanse en oosterse stijl, zoals de middeleeuwse synagogen van Toledo. Zij heeft een imposante westfront met peristilium. De ruimte voor het gebed bestaat uit een driebeukige hal met halfronde apsis. Binnenin is er de monumentale aron, bergplaats van de Thora.